# Ezgi Mola

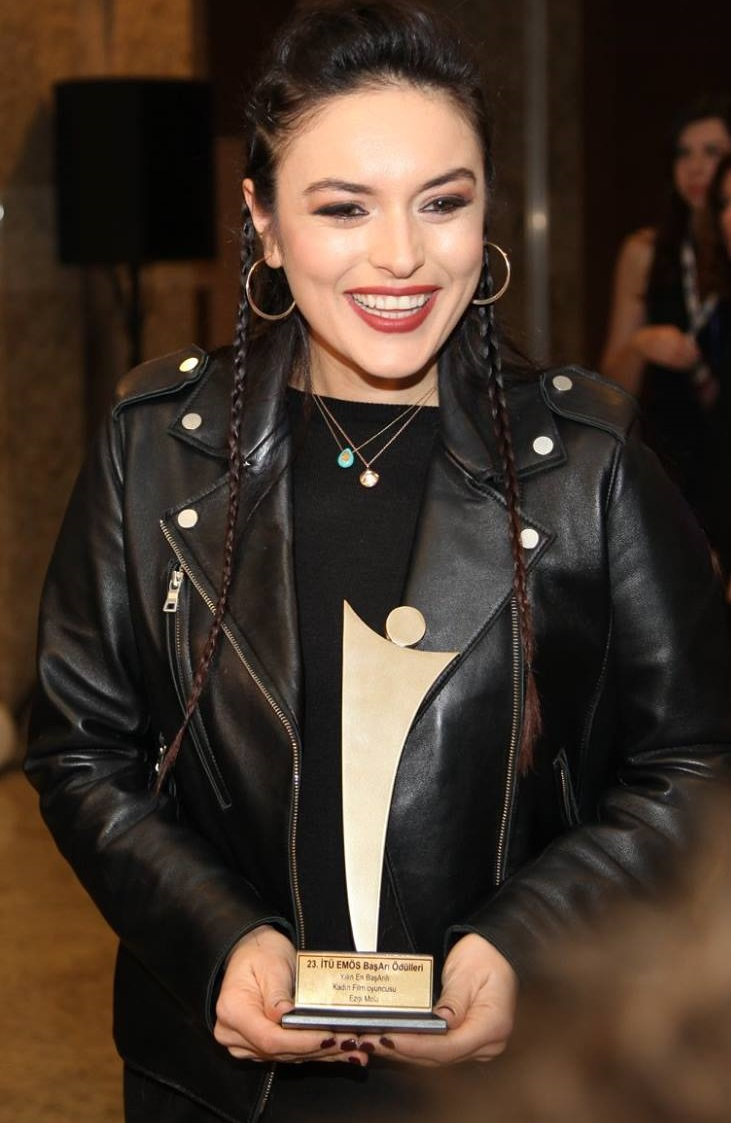
Ezgi Mola, 2016

Mercan Ezgi Mola (* 29. März 1983 in Istanbul) ist eine türkische Schauspielerin. Sie ist aus zahlreichen Filme und Serien bekannt.

## Leben und Karriere
Mola studierte an der Akademi İstanbul. Ihr Debüt gab sie 2000 in der Fernsehserie Karate Can. Danach setzte Mola ihr Studium am Müjdat Gezen Arts Centre für vier Jahre fort. 2005 spielte sie in den Serien Hırsız Polis und "Canım Ailem" mit. Außerdem trat sie 2006 in dem Kinofilm Hayatımın Kadınısın auf. Dort bekam sie die Auszeichnung Sadri Alışık Ödülleri. 2021 spielte sie in dem Film Seni Buldum Ya mit.

## Kontroverse
August 2020 kritisierte Mola den türkischen Soldaten Musa Orhan, der aus dem Gefängnis entlassen wurde. Es wurden ihm sexuelle Übergriffe vorgeworfen, sein kurdisches Opfer namens İpek starb im Krankenhaus. Im Juni 2021 reichten sowohl Orhans Anwalt als auch die Generalstaatsanwaltschaft eine Klage gegen Mola wegen „Beleidigung mit einer Audio-, Schrift- und Videobotschaft“ ein und forderten eine Freiheitsstrafe von bis zu 2 Jahren und 4 Monaten. Im Mai 2022 wurde sie wegen Beleidigung von Orhan zu einer Geldstrafe verurteilt.

## Filmografie
Filme
- 2004: Hızlı Adımlar
- 2005: Organize İşler
- 2006: Hayatımın Kadınısın
- 2006: Hokkabaz
- 2009: Ejder Kapanı
- 2010: Veda
- 2011: Ay büyürken uyuyamam
- 2011: Celal Tan ve Ailesinin Aşırı Acıklı Hikayesi
- 2011: Dedemin İnsanları
- 2012: Pazarları Hiç Sevmem
- 2013: Celal ile Ceren
- 2013: Sen Aydınlatırsın Geceyi
- 2013: Soğuk
- 2013: Patron Mutlu Son İstiyor
- 2015: Kocan Kadar Konuş
- 2016: Kocan Kadar Konuş: Diriliş
- 2017: Maide'nin Altın Günü
- 2018: Aydede
- 2018: Kelebekler
- 2019: Organize İşler 2: Sazan Sarmalı
- 2019: Lady Winsley'i Kim Öldürdü
- 2021: Seni Buldum Ya
- 2023: Alice Müzikali
- 2025: Another You

Serien
- 2000: Karate Can
- 2002: Unutma Beni
- 2003: Sultan Makamı
- 2004: Görünmez Adam
- 2005–2006: Hırsız Polis
- 2007: Senden Başka
- 2008: Kolay Gelsin
- 2008: Sınıf
- 2008–2010: Canım Ailem
- 2010: Güneydoğudan Öyküler Önce Vatan
- 2011: Bir Ömür Yetmez
- 2012: Kötü Yol
- 2014–2015: Arkadaşım Hoşgeldin
- 2018: Bartu Ben
- 2020: Jet Sosyete
- 2020–2022: Masumlar Apartmanı
- 2022: Erşan Kuneri